# Богдановський Федір Федорович
Богдановський Федір Федорович (16 квітня 1930 — 2 жовтня 2014) — радянський важкоатлет.
Олімпійський чемпіон 1956 року в категорії до 75 кг.
Срібний призер Чемпіонату світу 1954 (середня вага), 1955 (середня вага), 1957 (середня вага), 1958 (середня вага), 1959 (середня вага) років.
Чемпіон Європи 1954 (середня вага), 1955 (середня вага), 1958 (середня вага), 1959 (середня вага) років.